# Dronten
Dronten város és alapfokú közigazgatási egység, azaz község Hollandia Flevoland tartományában. A város a tartományi központ Lelystadtól 16 km-re terül el. Lakosainak száma 42 011 fő (2021. január 1.).

## Városrészek
- Dronten
- Swifterbant
- Biddinghuizen

## Története
Az igencsak fiatal város Hollandia Polder-projektjének keretében jött létre. A terület benépesítésére az 1950-es évek elején merültek fel tervek. Két alternatíváról szólt a vita: az első azt támogatta, hogy több kisebb település jöjjön létre a körzetben (köztük egy nagyjából 15.000 fős Dronten), a másik terv egy nagyobb városról szólt (30.000 fő). Végül az utóbbi terv valósult meg, 1960-ban letették Dronten alapkövét. A város közelében fekszik két apróbb településrész: Swifterbant és Biddinghuizen. Hivatalosan 1972. január 1-jétől nevezik a települést Drontennek.

## Háztartások száma
Dronten háztartásainak száma az elmúlt években az alábbi módon változott:
| Háztartások száma | 16 651 | 16 816 | 17 085 | 17 328 | 16 757 | 16 906 |
|                   | 2010   | 2011   | 2012   | 2013   | 2014   | 2015   |

## Népesség
| Lakosok száma | 20 303 | 25 577 | 35 591 | 40 164 | 40 616 | 40 746 | 40 735 | 40 815 | 41 555 | 42 011 |
|               | 1980   | 1990   | 2000   | 2010   | 2016   | 2017   | 2018   | 2019   | 2020   | 2021   |

## Közlekedés
Flevoland tartomány központja, Lelystad az N309-es autóúton közelíthető meg (16 km), ugyancsak az N309-ről érhető el az A6-os autópálya, amely összeköti a tartományt Amszterdammal (58 km). Az N305 valamint az N307 is érintik a települést, összekötve azt a körzet többi településével.
A vasúti pálya 2012-re éri el a Dronten vasútállomást, a Lelystad - Zwolle vonal részeként. Jelenleg vasútállomás Kampenben (Zwolle felé) és Lelystadban (Amsterdam felé) áll az utazóközönség rendelkezésére. Az említett településekről sűrű buszos tömegközlekedéssel oldják meg a személyszállítást (143 és 330-as jelzésű járatok).

## Oktatás
A település fontos felsőoktatási képzőhely. Több mezőgazdasági-jellegű főiskolán és egyetemen folyik a felsőoktatás, nemzetközi campussal, multikulturális környezetben.
- Christelijke Agrarische Hogeschoole (angolul: Dronten University of Applied Sciences vagy Professional Agricultural University)
- Stoass

## Ismert emberek
- Itt született Hakím Zíjes (1993–) holland-marokkói labdarúgó.
- Itt született Beitske Visser (1995–) autóversenyző

## Látnivalók
- Walibi World vidámpark (Biddinghuizen városrészen)